# Чиканчи, Максим Евгеньевич
Макси́м Евге́ньевич Чиканчи́ (род. 29 августа 1998, Бендеры, Молдавия) — российский и молдавский футболист, нападающий костромского «Спартака».

## Карьера
Воспитанник ДЮСШ клуба «Красногвардеец». С 2014 года — в системе московского «Локомотива», в составе которого выступал за молодёжную команду и фарм-клуб. В июле 2019 года перешёл в «Олимп-Долгопрудный». В сентябре 2020 года был арендован клубом «Кубань Холдинг». В сезоне 2021/22 защищал цвета «Красавы», став лучшим бомбардиром команды. 30 июля 2022 года подписал контракт с клубом Высшей лиги Казахстана «Кызыл-Жар». Дебютировал в элитном дивизионе 21 августа в матче против «Астаны» (0:1), заменив на 86-й минуте Матео Мужека. В феврале 2024 года пополнил ряды «Жетысу». Летом того же года вернулся в Россию, подписав контракт с костромским «Спартаком».

## Достижения
- Серебряный призёр Второй лиги (2): 2019/20 (зона «Запад»), 2020/21 (1-я группа)

## Статистика
| Игровая карьера | Игровая карьера    | Игровая карьера | Лига | Лига | Кубок | Кубок | Межд. | Межд. | Др. | Др. |
| --------------- | ------------------ | --------------- | ---- | ---- | ----- | ----- | ----- | ----- | --- | --- |
| 2017/18         | Локомотив-Казанка  | В               | 16   | 1    | —     | —     | —     | —     | —   | —   |
| 2018/19         | Локомотив-Казанка  | В               | 18   | 2    | —     | —     | —     | —     | —   | —   |
| 2019/20         | Олимп-Долгопрудный | В               | 17   | 6    | 2     | 1     | —     | —     | —   | —   |
| 2020/21         | Кубань Холдинг     | В               | 24   | 3    | —     | —     | —     | —     | —   | —   |
| 2021/22         | Красава            | В               | 29   | 10   | 3     | 1     | —     | —     | —   | —   |
| 2022            | Кызыл-Жар          | А               | 10   | 1    | 3     | 1     | 2     | 0     | —   | —   |
| 2023            | Кызыл-Жар          | А               | 24   | 4    | 3     | 0     | —     | —     | —   | —   |